# Великое Боково
Великое Боково (укр. Велике Бокове) — село, относится к Любашёвскому району Одесской области Украины.
Население по переписи 2001 года составляло 191 человек. Почтовый индекс — 66543. Телефонный код — 4864. Занимает площадь 1,043 км². Код КОАТУУ — 5123380902.

## Местный совет
66542, Одесская обл., Любашёвский р-н, с. Боково